# Tracylla aristata
Tracylla aristata är en svampart som först beskrevs av Mordecai Cubitt Cooke, och fick sitt nu gällande namn av Tassi 1904. Tracylla aristata ingår i släktet Tracylla, divisionen sporsäcksvampar och riket svampar.   Inga underarter finns listade i Catalogue of Life.